# Tivoli Neu

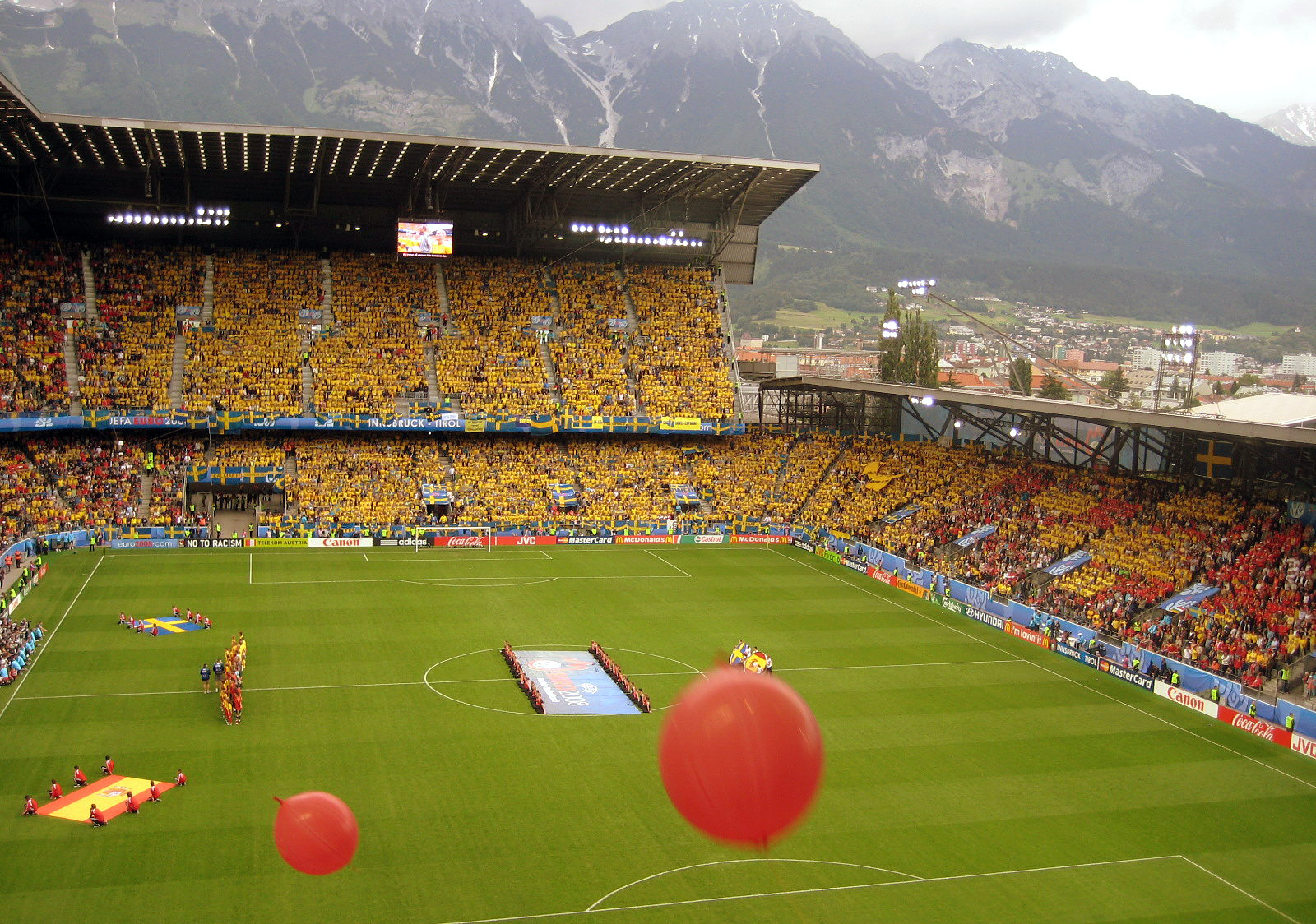
Spanyolország-Svédország mérkőzés a 2008-as Európa-bajnokságon

A Tivoli Neu egy osztrák labdarúgó-stadion Innsbruck Pradl városrészében. Ez a stadion ad otthont az FC Wacker Innsbruck labdarúgó-, és a Swarco Raiders Tirol amerikaifutball-csapatnak. Ezen kívül koncertek helyszínéül is szolgál.
A Tivoli Neu stadiont 1999 márciusa és 2000 szeptembere között építették Albert Wimmer tervei alapján a régi Tirol-Milch-Stadion helyén. Az újonnan épült stadionban ekkor 15.200 ülőhelyet alakítottak ki a nemzetközi mérkőzésekre. A nyitómeccsen, 2000. szeptember 8-án az FC Tirol egy kései Markus Scharrer góllal 1:0-ra nyert az SK Rapid Wien ellen.
A 2008-as labdarúgó-Európa-bajnokság három mérkőzését rendezték itt. A stadion befogadóképességét az eseményre a déli, az északi, és a nyugati lelátó ideiglenes kibővítésével 30.000 fősre növelték. A keleti oldalt a stadion melletti utca miatt nem lehetett tovább bővíteni.
Az osztrák labdarúgó-válogatott ezidáig öt alkalommal játszott a Tivoli Neu Stadionban, Liechtenstein, Fehéroroszország, Luxemburg, és Svájc válogatottja ellen, és mind az öt alkalommal győzött is.